# Desa Tamanjaya (administrativ by i Indonesien, Jawa Barat, lat -7,39, long 108,24)
Desa Tamanjaya är en administrativ by i Indonesien.   Den ligger i provinsen Jawa Barat, i den västra delen av landet, 200 km sydost om huvudstaden Jakarta.